# Finse Nationale Opera en Ballet

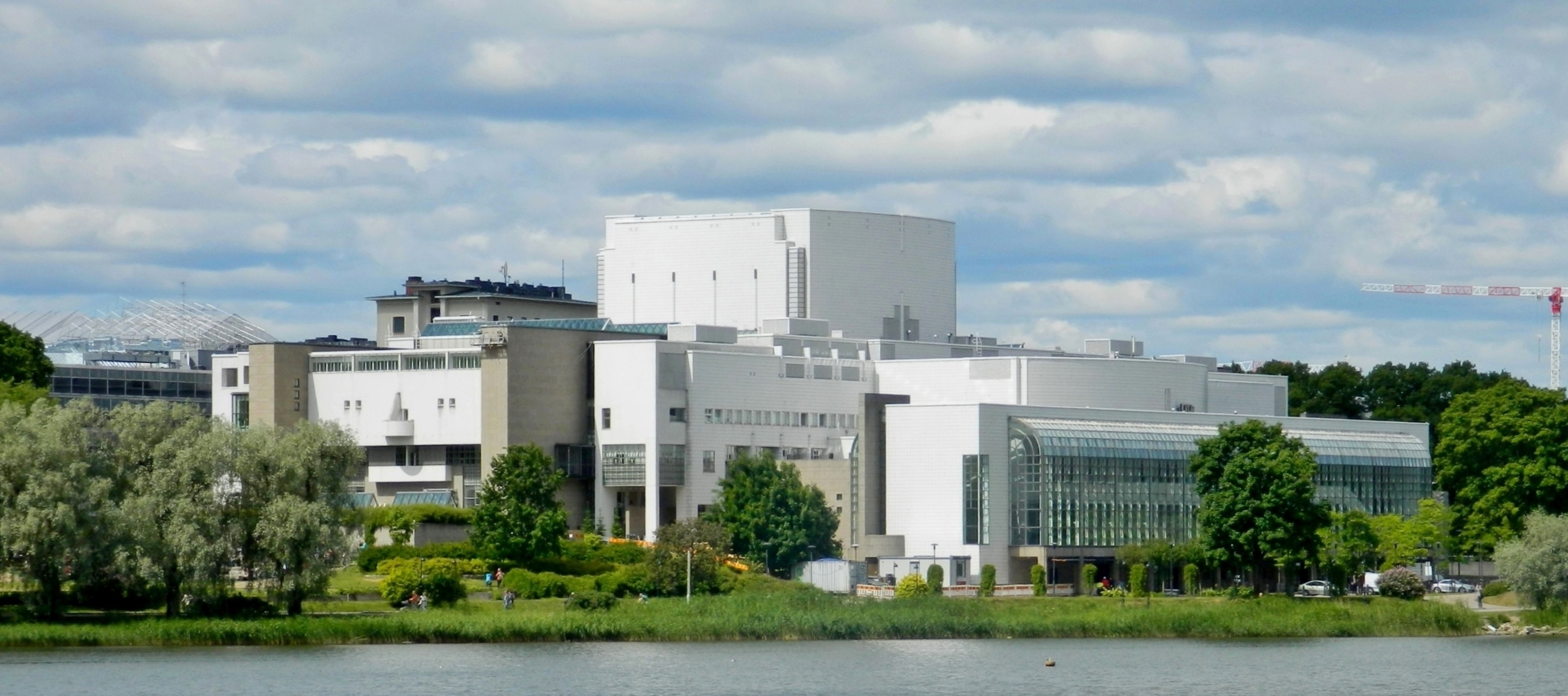
Operagebouw, Helsinki

De Finse Nationale Opera en Ballet (Fins: Suomen Kansallisooppera ja -baletti/ Zweeds: Finlands nationalopera och -balett) is een Fins opera- en balletgezelschap uit Helsinki. De thuisbasis is het Operagebouw aan de Töölönlahti-baai in Töölö dat geopend werd in 1993 naar een ontwerp van architectenbureau Hyvämäki-Karhunen-Parkkinen. Het operagebouw bevat twee auditoria; het hoofdauditorium met 1350 stoelen en een kleiner auditorium met 300-500 stoelen. Rondom Töölönlahti liggen ook het Centraal Park van Helsinki, de Wintertuin en de Finlandia-hal.

## Geschiedenis
In Finland begonnen de eerste regelmatige operavoorstellingen in 1873 met de oprichting van de Finse Opera door Kaarlo Bergbom. Voordien werden sporadisch operavoorstellingen gegeven in Finland door rondtrekkende gezelschappen en soms door Finse amateurgezelschappen. De eerste voorstelling was De barbier van Sevilla in 1849. De Finse Opera raakte al snel in financiële problemen en stopte in 1879. Gedurende het zesjarige bestaan had Bergbom’s operagezelschap 450 voorstellingen verzorgd van in totaal 26 opera's en had laten zien dat opera ook in het Fins kon worden opgevoerd. Na de ontmanteling van de Finse Opera moest het publiek genoegen nemen met optredens van reizende gezelschappen in het Fins Nationaal Theater waarvan Bergbom directeur was.
De heroprichting van de Finse opera voltrok zich zo'n 30 jaar later. Een groep vooraanstaande maatschappelijke en culturele vertegenwoordigers, onder leiding van Edvard Fazer (die tot 1938 intendant was), de componist Oskar Merikanto (dirigent tot 1922) en de operazangers Wäinö Sola en Aino Ackté, richtte in 1911 de Kotimainen Ooppera (Lokale Opera) op. Bij de opening werden  Leoncavallo's Pagliacci en Massenets La Navarraise opgevoerd. Vanaf het begin besloot dit gezelschap met zowel Finse als buitenlandse artiesten te werken. In 1914 werd het omgezet in een naamloze vennootschap onder de naam Suomalainen Ooppera (Finse Opera). In 1956 werd het omgedoopt in Suomen kansallisooppera (Nationale Opera van Finland) en in 2015, na fusie met het in 1922 opgerichte nationale balletgezelschap, in Suomen Kansallisooppera ja -baletti (Nationale Opera en Ballet van Finland).
Tussen 1918 en 1993 was de opera gevestigd in het Aleksanterin Teatteri. De eerste voorstelling in dat gebouw was Verdi’s Aïda. Men speelde het bekende en grote repertoire, maar koos welbewust ook voor nieuwe en moderne opera's. Daarvan was Pohjalaisia van Leevi Madetoja een der succesvolste. Het spraakmakende Johnny spielt auf van Ernst Křenek werd al in 1928 in Helsinki opgevoerd, een jaar na de première in de Opera van Leipzig. In de jaren dertig werd de complete Ring des Nibelungen opgevoerd. Ondanks de artistieke successen was de opera bijna voortdurend financieel noodlijdend, hoewel Edvard Fazer en zijn opvolger Oiva Soini verwoede pogingen deden om het hoofd boven water te houden. Tijdens de Winteroorlog met de Sovjet-Unie en de daarop aansluitende Tweede Wereldoorlog werden de problemen nog vergroot doordat veel mannelijke zangers onder de wapenen waren geroepen.
Na de oorlog ging het beter en ondernam Soini, die tot 1952 aanbleef, ook diverse buitenlandse tournees met het gezelschap. Het repertoire vernieuwde zich, met opera's van onder anderen Carl Nielsen, Benjamin Britten en Alban Berg. In de jaren zestig kwam de vernieuwing echter tot stilstand. Men teerde op het oude repertoire en er waren in een lange periode maar vier 'echte' premières. Wel een groot succes, zowel (postuum) voor de componist als voor het operagezelschap, was in 1963 de opera Juha van Aarre Merikanto.
Nieuwe impulsen kwamen in de jaren tachtig, toen Jorma Hynninen de artistieke leiding had, en in 1993, toen het eerste specifieke operatheater geopend werd aan Töölönlahti. Het voormalige onderkomen werd toen weer hernoemd naar Alexander Theater (vernoemd naar Tsaar Alexander II). Sinds de verhuizing naar het eigen gebouw streeft het operagezelschap naar regelmatige premières van Finse opera's, zoals in 1995 Joonan kirja (Het boek van Jona) van Olli Kortekangas, in 2000 Kuningas Lear (King Lear) van Aulis Sallinen, in 2001 Ennen kuin me kaikki olemme hukkuneet (Voordat we allemaal verdrinken) van Kalevi Aho, in 2003 Rasputin van Einojuhani Rautavaara en in 2008 Adriana Mater van Kaija Saariaho. In het seizoen 2017-2018 brengt het Nationale Ballet Kalevalanmaa (Land van de Kalevala), als afscheidsvoorstelling van Kenneth Greve.

## Personeel
De Finse Nationale Opera en Ballet heeft ongeveer 50 zangers in dienst en een eigen orkest van 111 personen. Het ballet heeft 71 dansers in dienst. In totaal werken er zo'n 530 mensen bij de opera.
Voormalige dirigenten en regisseurs waren onder anderen Armas Järnefelt (1932-36), Tauno Pylkkänen (1960-1967), Okko Kamu (1996–2000), Muhai Tang (2003–2006), en Mikko Franck (2006-2013). Met ingang van het seizoen 2013-2014 werd de Finse mezzo-sopraan Lilli Paasikivi artistiek directeur, en de Duitse dirigent Michael Güttler werd chef-dirigent. Directeur Päivi Kärkkäinen wordt in 2018 opgevolgd door Gita Kadambi. Sinds 2008 is Kenneth Greve artistiek directeur van het Finse Nationale Ballet. Medio 2018 wordt hij opgevolgd door de Zweedse Madeleine Onne. Dirigent Esa-Pekka Salonen heeft sinds 2016 een contract met de opera dat loopt tot 2021. De Franse dirigent Patrick Fournillier is met ingang van het seizoen 2018-2019 aangesteld als vaste gastdirigent.

## Producties

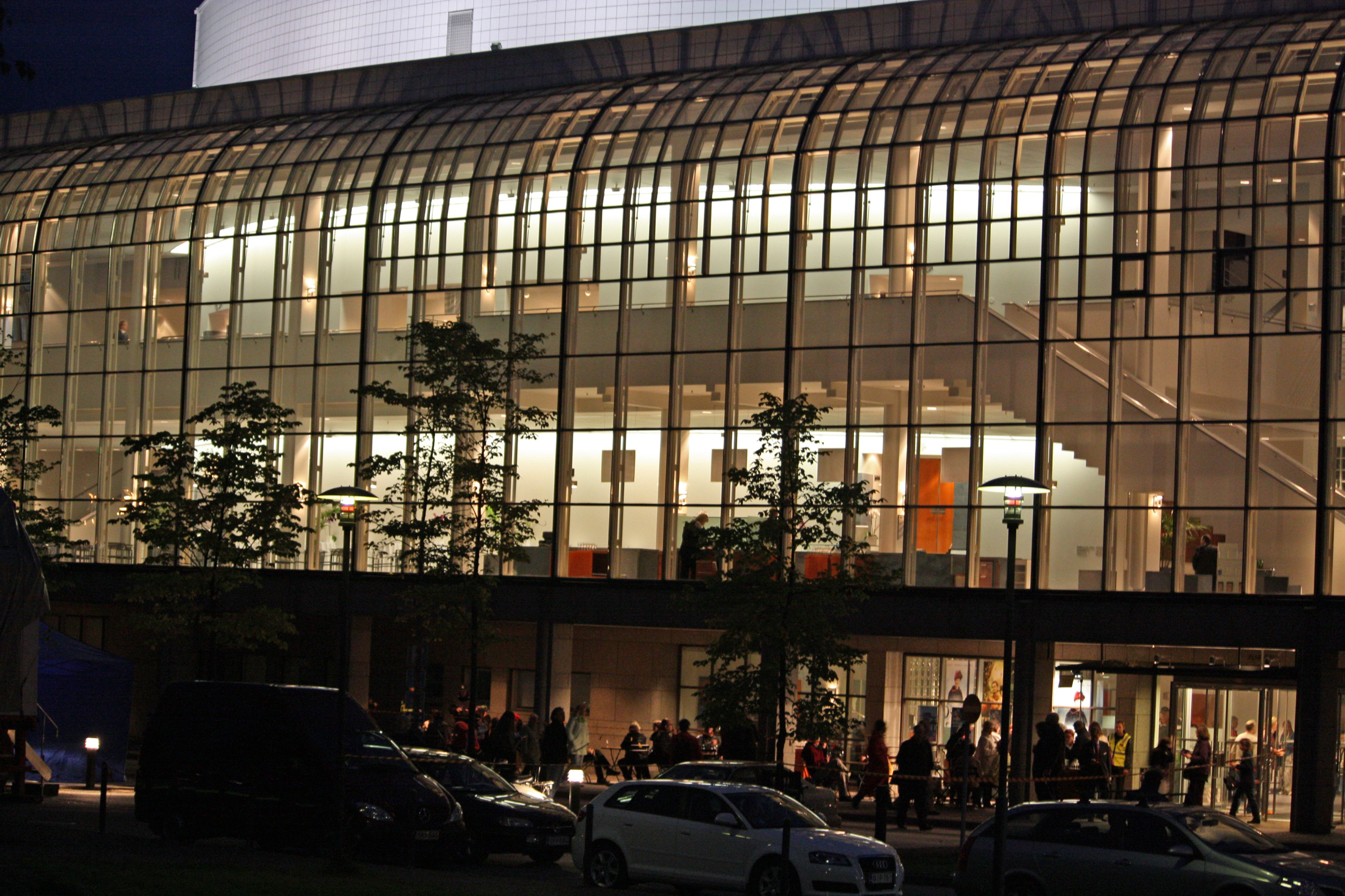
Operagebouw in de avond

De Finse Nationale Opera en Ballet brengt 4 tot 6 producties per jaar uit. Zo'n 20 verschillende opera's worden in ongeveer 140 optredens per jaar uitgevoerd. Het ballet verzorgt ongeveer 110 optredens per jaar. Ieder jaar komen er zo'n 250.000 bezoekers naar de Finse Nationale Opera en Ballet.